# Cläre Lotto
Cläre Lotto, o Claire Lotte, (Casekow, 23 settembre 1893 – Berlino, 23 agosto 1952), è stata un'attrice e ballerina tedesca.

## Biografia
Nata a Casekow, nell'attuale Brandeburgo, fece la ballerina all'Hofburg di Vienna, a Budapest e a Mosca, arrivando quindi a Berlino dove intraprese la carriera di attrice. Conobbe l'attore Carl de Vogt con cui si sposò: la coppia, il 14 maggio 1917, ebbe un figlio, Karl Franz de Vogt.
Nei suoi primi film, Cläre Lotto fu diretta dal regista ungherese Mihály Kertész che, in seguito, a Hollywood avrebbe cambiato il suo nome in quello di Michael Curtiz. Fu partner anche di Bela Lugosi. Nella sua carriera, girò oltre una quarantina di film.
Morì a Berlino nel 1952, all'età di 58 anni.

## Filmografia
- Verbrannte Flügel, regia di Arthur Wellin (1916)
- Az ezredes, regia di Michael Curtiz (1917)